# Clippers de San Diego (NBA G League)
Ne doit pas être confondu avec les Clippers de San Diego, l'ancien nom des Clippers de Los Angeles.
Les Clippers de San Diego (San Diego Clippers en anglais), anciennement appelés les Clippers d'Ontario, sont une équipe de basket-ball professionnelle américaine de la NBA G League active depuis la saison 2017-2018. La franchise est détenue par et affiliée aux Clippers de Los Angeles de la National Basketball Association (NBA). L'équipe est domiciliée à Oceanside, dans le comté de San Diego, en Californie.

## Historique
De 2009 à 2014, les Clippers sont affiliés au Jam de Bakersfield avant que le Jam ne passe à une affiliation exclusive avec les Suns de Phoenix. En décembre 2015, Doc Rivers, l'entraîneur des Clippers de Los Angeles, mentionne la nécessité de posséder une équipe de développement.
Le 9 mai 2017, les rumeurs se précisent autour de la création de la franchise. Le nom fuite, et l’équipe doit s’appeler les Clippers d'Agua Caliente d'Ontario,. Moins d’une semaine plus tard, le 15 mai, l’annonce officielle est faite. Il est expliqué que la franchise a été baptisée en référence aux Indiens Cahuillas, une tribu amérindienne, de la réserve indienne d'Agua Caliente (en). Cette tribu, reconnue au niveau fédéral, détient notamment des casinos à Palm Springs, sponsors des Clippers.
Le 26 août, l'encadrement est officialisé. L’entraîneur est Casey Hill (en), qui sort de quatre saisons positives aux Warriors de Santa Cruz, avec lesquels il remporte 57 % de victoires. Dee Brown le rejoint en tant que Manager général et apporte une réelle expérience NBA,.

### 2017-2018
La première saison est mitigée. Malgré la montée en puissance de certains joueurs, tel J. J. O'Brien qui compense son manque d’explosivité par son intelligence, la franchise ne décolle pas réellement. Elle termine l’exercice avec un bilan négatif, et ne se qualifie pas pour les playoffs. Parmi les points positifs, le 11 avril 2018, C. J. Williams se voit remettre la récompense du joueur le plus « fair-play » de l’année (2017-18 G League Jason Collier Sportsmanship Award).

### 2018-2019
Avant la saison 2018-2019, Casey Hill a droit à une promotion, et va intégrer l'encadrement de la franchise mère en NBA. Il est remplacé par Brian Adams. L'équipe manque la première qualification en playoffs de l’histoire de l’équipe à un match près. Il est bien aidé de Johnathan Motley notamment, nommé joueur de la semaine le 26 novembre, et qui tourne à 24,5 points et 9,9 rebonds de moyenne. Malheureusement pour eux, le dernier tir du dernier match de la saison est pris par Kendrick Nunn. Le floater du meneur des Warriors de Santa Cruz pris à 0,3 secondes du buzzer fait mouche, et envoie les Clippers en vacances. Ils avaient pourtant 9 points d’avance avec moins de 5 minutes à jouer… ,,,.
Angel Delgado est nommé rookie de l’année, après avoir inscrit 18,5 unités et pris 14,8 rebonds (meilleur de la ligue) de moyenne. Il est le second joueur non américain à réaliser cette performance depuis la création de la ligue.

### 2019-2020
La saison 2019-2020 repart sur des bases similaires à la précédente. Le pivot Mfiondu Kabengele est nommé joueur de la semaine le 21 janvier, et l’équipe d’Adams bénéficie toujours de l’aide de Johnathan Motley (24,0 points et 7,9 rebonds). Elle parvient à équilibrer son bilan, mais l’épidémie de Covid-19 met un terme prématuré au championnat,,.

### Logos

Logo de 2017 à 2022
Logo depuis 2022 à 2024
Logo depuis 2024

## Résultats sportifs

### Palmarès
| Palmarès des Clippers de San Diego                                      |
| - NBA Gatorade League - Néant - Winter Showcase Cup - Vainqueur en 2022 |

### Saison par saison
| Clippers Agua Caliente d’Ontario |                           |                           |     |     |      | |  |
| 2017–2018                        | Pacifique                 | 5e                        | 23  | 27  | .460 | |  |
| 2018–2019                        | Pacifique                 | 3e                        | 26  | 24  | .520 | |  |
| 2019–2020                        | Pacifique                 | 3e                        | 22  | 22  | .500 | Saison annulée par la pandémie de Covid-19                                                                                   |  |
| 2020–2021                        | —                         | 16e                       | 5   | 10  | .333 | |  |
| 2021–2022                        | —                         | 2e                        | 22  | 11  | .667 | Remporte la demi-finale de conférence 112–110 face à South Bay Perd la finale de conférence 114–125 face à Rio Grande Valley |  |
| Clippers d’Ontario               |                           |                           |     |     |      | |  |
| 2022–2023                        | —                         | 9e                        | 17  | 15  | .531 | |  |
| 2023–2024                        | —                         | 12e                       | 15  | 19  | .441 | |  |
| Clippers de San Diego            |                           |                           |     |     |      | |  |
| 2024–2025                        | —                         |                           |     |     |      | |  |
| Bilan en saison régulière        | Bilan en saison régulière | Bilan en saison régulière | 130 | 128 | .504 | |  |
| Bilan en Playoffs                | Bilan en Playoffs         | Bilan en Playoffs         | 1   | 1   | .500 | |  |

## Personnalités et joueurs du club

### Entraineurs successifs
Le tableau suivant présente la liste des entraineurs du club depuis 2017.
| #                                  | Entraineur        | Période   | Saison régulière | Saison régulière | Saison régulière | Saison régulière | Playoffs | Playoffs | Playoffs | Playoffs | Récompenses |
| #                                  | Entraineur        | Période   | M                | V                | D                | %                | M        | V        | D        | %        | Récompenses |
| ---------------------------------- | ----------------- | --------- | ---------------- | ---------------- | ---------------- | ---------------- | -------- | -------- | -------- | -------- | ----------- |
| Clippers d’Agua Caliente d’Ontario |                   |           |                  |                  |                  |                  |          |          |          |          |             |
| 1                                  | Casey Hill (en)   | 2016–2017 | 50               | 23               | 27               | .460             | -        | -        | -        | -        |             |
| 2                                  | Brian Adams. (en) | 2017–2020 | 50               | 26               | 24               | .520             | -        | -        | -        | -        |             |
| Clippers d’Ontario                 |                   |           |                  |                  |                  |                  |          |          |          |          |             |
| 3                                  | Paul Hewitt       | 2021–     | 48               | 27               | 21               | .563             | -        | -        | -        | -        |             |

### Effectif actuel (2019-2020)
| Entraineur : Brian Adams |                        |                   |
| Pivot                    | Drapeau des États-Unis | J.J. Avela        |
| Meneur                   | Drapeau des États-Unis | Dontey Caruthers  |
| Ailier                   | Drapeau des États-Unis | Amir Coffey       |
| Arrière                  | Drapeau des États-Unis | Markel Crawford   |
| Ailier fort              | Drapeau des États-Unis | Donte Grantham    |
| Ailier                   | Drapeau du Canada      | Mfiondu Kabengele |
| Ailier                   | Drapeau des États-Unis | Terry Larrier     |
| Arrière                  | Drapeau des États-Unis | Terance Mann      |
| Arrière                  | Drapeau des États-Unis | Nick Masterson    |
| Pivot                    | Drapeau des États-Unis | Johnathan Motley  |
| Meneur                   | Drapeau des États-Unis | Garrett Nevels    |
| Arrière                  | Drapeau des États-Unis | James Palmer      |
| Ailier fort              | Drapeau des États-Unis | Tyler Roberson    |
| Meneur                   | Drapeau des États-Unis | Evan Taylor       |
| Meneur                   | Drapeau des États-Unis | Derrick Walton    |